# 德克斯特 (明尼蘇達州)
德克斯特是一個位於美國明尼蘇達州毛爾縣的城市。

## 歷史
德克斯特於1874年成立，同年成立營運至今的郵局，1878年升格為城市。此地得名自早期定居者德克斯特·帕里特（Dexter Parrit）。

## 人口
根據2020年美國人口普查的數據，德克斯特的面積為3.65平方千米，皆為陸地。當地共有人口324人，而人口密度為每平方千米89人。